# Volleybal op de Paralympische Zomerspelen 2012 (vrouwen)
Het volleybaltoernooi voor vrouwen tijdens de Paralympische Zomerspelen 2012 in Londen 
vond plaats in het ExCeL Exhibition Centre waar tevens het mannentoernooi werd georganiseerd. 
Het toernooi bestond uit een groepsfase en een eindronde. De acht deelnemende teams waren verdeeld in twee groepen van vier. Binnen elke groep werd een halve competitie gespeeld waarna de beste twee teams van elke groep doorgingen naar de halve finales. Vanaf daar werd via een knockoutsysteem gespeeld, met een troostfinale om de derde plaats te bepalen.

## Selecties
| Brazilië Paula Herts Aderlandi Silva Gilvania Lima Adria Silva Graciana Alves Ana Paula Alves Nathalie Silva Jani Batista Janaina Cunha Gabrielle Marchi Suellen Lima  | China Tang Xue Mei Lu Hong Qin Tan Yanhua Su Li Mei Zheng Xiong Ying Wang Yanan Li Liping Zhang Xu Fei Yang Yan Ling hang Lijun Zheng Yu Hong                                                   | Groot-Brittannië Julie Rogers Victoria Widdup Jessica Frezza Samantha Bowen Andrea Green Emma Wiggs Martine Wright Amy Brierly Nicole Hill Jessica O'Brien Claire Harvey      | Japan Michiyo Nichiie Sachie Awano Yukari Okahira Junko Fujii Yoko Saito Shiori Ogata Emi Kaneki Noriko Kaneda Satoko Kikuchi Mamiko Osada Harumi Sakamoto                                   |
| | | | |
| Nederland Anne Raben Djoke van Marum Elvira Stinissen Josien ten Thije Karin Harmsen Karin van der Haar-Kramp Marieke de Ruijter Paula List Rika de Vries Sanne Bakker | Oekraïne Margaryta Pryvalykhina Anzhelika Churkina Larysa Sinchuk Galyna Kuznetsova Olena Manankova Ilona Yudina Larysa Klochkova Inna Osetynska Olga Shatylo Larysa Ponomarenko Valentyna Brik | Slovenië Anita Goltnik Urnaut Bogomira Jakin Marinka Cencelj Suzana Ocepek Alenka Iršič Danica Goznak Štefka Tomič Saša Kotnik Lena Gabršček Regina Terbuc Roudi Jasmina Zbil | Verenigde Staten Lora Webster Brenda Maymon Michelle Gerlosky Kathryn Holloway Heather Erickson Monique Burkland Kari Miller Allison Aldrich Nichole Millage Kaleo Kanahele Kendra Lancaster |

## Groepsfase
| Legenda kleuren in de tabellen |
| ------------------------------ |
| Door naar de halve finales     |
| Spelen om de 5de plaats        |

### Groep A
Stand
| # | Ploeg            | Punten | Wedstrijden | Wedstrijden | Spelpunten | Spelpunten | Spelpunten | Sets | Sets | Sets  |
| # | Ploeg            | Punten | W           | V           | W          | V          | Ratio      | W    | V    | Ratio |
| - | ---------------- | ------ | ----------- | ----------- | ---------- | ---------- | ---------- | ---- | ---- | ----- |
| 1 | Oekraïne         | 6      | 3           | 0           | 241        | 167        | 1,443      | 9    | 1    | 9,000 |
| 2 | Nederland        | 5      | 2           | 1           | 251        | 201        | 1,249      | 7    | 4    | 1,750 |
| 3 | Japan            | 4      | 1           | 2           | 190        | 218        | 0,872      | 4    | 6    | 0,667 |
| 4 | Groot-Brittannië | 3      | 0           | 3           | 129        | 225        | 0,573      | 0    | 9    | 0,000 |

Wedstrijden
alle tijden zijn West-Europese Zomertijd (UTC +1:00)
| Datum      | Tijd  |                  | Score |           | Set 1 | Set 2 | Set 3 | Set 4 | Set 5 |
| ---------- | ----- | ---------------- | ----- | --------- | ----- | ----- | ----- | ----- | ----- |
| 31-08-2012 | 09:00 | Groot-Brittannië | 0 – 3 | Oekraïne  | 9–25  | 20–25 | 14–25 |       |       |
| 31-08-2012 | 19:00 | Nederland        | 3 – 1 | Japan     | 22–25 | 25–18 | 25–13 | 25–14 |       |
| 01-09-2012 | 16:00 | Groot-Brittannië | 0 – 3 | Nederland | 13–25 | 12–25 | 15–25 |       |       |
| 02-09-2012 | 11:00 | Nederland        | 1 – 3 | Oekraïne  | 24–26 | 25–15 | 11–25 | 19–25 |       |
| 02-09-2012 | 19:00 | Groot-Brittannië | 0 – 3 | Japan     | 11–25 | 21–25 | 14–25 |       |       |
| 03-09-2012 | 16:00 | Oekraïne         | 3 – 0 | Japan     | 25–20 | 25–9  | 25–16 |       |       |

### Groep B
Stand
| # | Ploeg            | Punten | Wedstrijden | Wedstrijden | Spelpunten | Spelpunten | Spelpunten | Sets | Sets | Sets  |
| # | Ploeg            | Punten | W           | V           | W          | V          | Ratio      | W    | V    | Ratio |
| - | ---------------- | ------ | ----------- | ----------- | ---------- | ---------- | ---------- | ---- | ---- | ----- |
| 1 | China            | 6      | 3           | 0           | 275        | 138        | 1.993      | 9    | 2    | 4,500 |
| 2 | Verenigde Staten | 5      | 2           | 1           | 245        | 187        | 1.310      | 7    | 2    | 3,500 |
| 3 | Brazilië         | 4      | 1           | 2           | 242        | 273        | 0.886      | 4    | 8    | 0,500 |
| 4 | Slovenië         | 3      | 0           | 3           | 176        | 260        | 0.677      | 2    | 9    | 0,222 |

Wedstrijden
alle tijden zijn West-Europese Zomertijd (UTC +1:00)
| Datum      | Tijd  |                  | Score |                  | Set 1 | Set 2 | Set 3 | Set 4 | Set 5 |
| ---------- | ----- | ---------------- | ----- | ---------------- | ----- | ----- | ----- | ----- | ----- |
| 31-08-2012 | 16:00 | China            | 3 – 1 | Verenigde Staten | 22–25 | 32–30 | 25–23 | 25–17 |       |
| 01-09-2012 | 09:00 | China            | 3 – 1 | Brazilië         | 26–24 | 25–15 | 20–25 | 25–16 |       |
| 01-09-2012 | 19:00 | Verenigde Staten | 3 – 0 | Slovenië         | 25–8  | 25–15 | 25–8  |       |       |
| 02-09-2012 | 16:00 | Slovenië         | 2 – 3 | Brazilië         | 17–25 | 28–30 | 25–19 | 25–21 | 7–15  |
| 03-09-2012 | 09:00 | China            | 3 – 0 | Slovenië         | 25–12 | 25–15 | 25–16 |       |       |
| 03-09-2012 | 19:00 | Verenigde Staten | 3 – 0 | Brazilië         | 25–13 | 25–20 | 25–19 |       |       |

## Knock-outfase
alle tijden zijn West-Europese Zomertijd (UTC +1:00)

### 5de t/m 8ste plaats
|  | 5e-8ste plaats   | 5e-8ste plaats   | 5e-8ste plaats | 5e-8ste plaats | 5e-8ste plaats | 5e-8ste plaats | 5e-8ste plaats |          |                  | 5e plaats        | 5e plaats | 5e plaats | 5e plaats | 5e plaats | 5e plaats | 5e plaats |
|  |                  |                  |                |                |                |                |                |          |                  |                  |           |           |           |           |           |           |
|  | Brazilië         | Brazilië         | 25             | 25             | 25             |                |                |          |                  |                  |           |           |           |           |           |           |
|  | Groot-Brittannië | Groot-Brittannië | 19             | 10             | 7              |                |                |          |                  |                  |           |           |           |           |           |           |
|  | Groot-Brittannië | Groot-Brittannië | 19             | 10             | 7              |                | Brazilië       | Brazilië | 25               | 25               | 21        | 25        |           |           |           |           |
|  |                  |                  |                |                |                |                |                | Brazilië | 25               | 25               | 21        | 25        |           |           |           |           |
|  |                  | Slovenië         | Slovenië       | 16             | 14             | 25             | 21             |          |                  |                  |           |           |           |           |           |           |
|  | Japan            | Japan            | Slovenië       | 16             | 14             | 25             | 21             | 19       | 22               | 20               |           |           |           |           |           |           |
|  | Japan            | Japan            |                |                |                |                |                | 19       | 22               | 20               |           |           |           |           |           |           |
|  | Slovenië         | Slovenië         | 25             | 25             | 25             |                |                |          |                  | 7e plaats        | 7e plaats | 7e plaats | 7e plaats | 7e plaats | 7e plaats | 7e plaats |
|  |                  |                  |                |                |                |                |                |          | Groot-Brittannië | Groot-Brittannië | 23        | 19        | 13        |           |           |           |
|  |                  |                  |                |                |                |                |                |          |                  | Japan            | Japan     | 25        | 25        | 25        |           |           |

#### 5e-8ste plaats
| Datum      | Tijd  |          | Score |                  | Set 1 | Set 2 | Set 3 | Set 4 | Set 5 |
| ---------- | ----- | -------- | ----- | ---------------- | ----- | ----- | ----- | ----- | ----- |
| 04-09-2012 | 19:00 | Brazilië | 3 – 0 | Groot-Brittannië | 25–19 | 25–10 | 25–7  |       |       |
| 04-09-2012 | 21:00 | Japan    | 0 – 3 | Slovenië         | 19–25 | 22–25 | 20–25 |       |       |

#### 7de plaats
| Datum      | Tijd  |                  | Score |       | Set 1 | Set 2 | Set 3 | Set 4 | Set 5 |
| ---------- | ----- | ---------------- | ----- | ----- | ----- | ----- | ----- | ----- | ----- |
| 06-09-2012 | 09:00 | Groot-Brittannië | 0 – 3 | Japan | 23–25 | 19–25 | 13–25 |       |       |

### 5de plaats
| Datum      | Tijd  |          | Score |          | Set 1 | Set 2 | Set 3 | Set 4 | Set 5 |
| ---------- | ----- | -------- | ----- | -------- | ----- | ----- | ----- | ----- | ----- |
| 06-09-2012 | 11:00 | Brazilië | 3 – 1 | Slovenië | 25–16 | 25–14 | 21–25 | 25–21 |       |

### Finales
|  | Halve finale | Halve finale     | Halve finale | Halve finale | Halve finale | Halve finale | Halve finale |                  |    | Finale       | Finale       | Finale       | Finale       | Finale       | Finale       | Finale       |
|  |              |                  |              |              |              |              |              |                  |    |              |              |              |              |              |              |              |
|  | A1           | Oekraïne         | 14           | 13           | 19           |              |              |                  |    |              |              |              |              |              |              |              |
|  | B2           | Verenigde Staten | 25           | 25           | 25           |              |              |                  |    |              |              |              |              |              |              |              |
|  | B2           | Verenigde Staten | 25           | 25           | 25           |              | B2           | Verenigde Staten | 25 | 15           | 30           | 15           |              |              |              |              |
|  |              |                  |              |              |              |              |              | Verenigde Staten | 25 | 15           | 30           | 15           |              |              |              |              |
|  |              | B1               | China        | 22           | 25           | 32           | 25           |                  |    |              |              |              |              |              |              |              |
|  | A2           | B1               | China        | 22           | 25           | 32           | 25           | Nederland        | 25 | 14           | 25           | 16           | 11           |              |              |              |
|  | A2           |                  |              |              |              |              |              | Nederland        | 25 | 14           | 25           | 16           | 11           |              |              |              |
|  | B1           | China            | 17           | 25           | 13           | 25           | 15           |                  |    | Derde plaats | Derde plaats | Derde plaats | Derde plaats | Derde plaats | Derde plaats | Derde plaats |
|  |              |                  |              |              |              |              |              |                  | A1 | Oekraïne     | 25           | 25           | 25           |              |              |              |
|  |              |                  |              |              |              |              |              |                  |    | A2           | Nederland    | 22           | 21           | 16           |              |              |

#### Halve finales
| Datum      | Tijd  |           | Score |                  | Set 1 | Set 2 | Set 3 | Set 4 | Set 5 |
| ---------- | ----- | --------- | ----- | ---------------- | ----- | ----- | ----- | ----- | ----- |
| 05-09-2012 | 16:00 | Oekraïne  | 0 – 3 | Verenigde Staten | 14–25 | 13–25 | 19–25 |       |       |
| 05-09-2012 | 19:00 | Nederland | 2 – 3 | China            | 25–17 | 14–25 | 25–13 | 16–25 | 11–15 |

#### Bronzen finale
| Datum      | Tijd  |          | Score |           | Set 1 | Set 2 | Set 3 | Set 4 | Set 5 |
| ---------- | ----- | -------- | ----- | --------- | ----- | ----- | ----- | ----- | ----- |
| 07-09-2012 | 19:00 | Oekraïne | 3 – 0 | Nederland | 25–14 | 25–21 | 25–16 |       |       |

#### Finale
| Datum      | Tijd  |                  | Score |       | Set 1 | Set 2 | Set 3 | Set 4 | Set 5 |
| ---------- | ----- | ---------------- | ----- | ----- | ----- | ----- | ----- | ----- | ----- |
| 07-09-2012 | 21:00 | Verenigde Staten | 1 – 3 | China | 25–22 | 15–25 | 30–32 | 15–25 |       |

## Klassement
| rang   | land             |
| ------ | ---------------- |
| Goud   | China            |
| Zilver | Verenigde Staten |
| Brons  | Oekraïne         |
| 4      | Nederland        |
| 5      | Brazilië         |
| 6      | Slovenië         |
| 7      | Japan            |
| 8      | Groot-Brittannië |

### Medaillewinnaars
| Goud | Zilver | Brons |
| --- | --- | --- |
| China Tang Xue Mei Lu Hong Qin Tan Yanhua Su Li Mei Zheng Xiong Ying Wang Yanan Li Liping Zhang Xu Fei Yang Yan Ling Zhang Lijun Zheng Yu Hong | Verenigde Staten Lora Webster Brenda Maymon Michelle Gerlosky Kathryn Holloway Heather Erickson Monique Burkland Kari Miller Allison Aldrich Nichole Millage Kaleo Kanahele Kendra Lancaster | Oekraïne Margaryta Pryvalykhina Anzhelika Churkina Larysa Sinchuk Galyna Kuznetsova Olena Manankova Ilona Yudina Larysa Klochkova Inna Osetynska Olga Shatylo Larysa Ponomarenko Valentyna Brik |